# 카라체프
카라체프(러시아어: Карачев, 폴란드어: Karaczew)는 브랸스크주에 있는 1146년에 지어진 오래된 도시이나, 제2차 세계 대전 때는 독일군에 의해 거의 파괴가 되었다. 인구는 22,000명이다.